# Gregory Hines
Gregory Oliver Hines (Nova Iorque, 14 de fevereiro de 1946 — Los Angeles, 9 de agosto de 2003) foi um ator, cantor e bailarino norte-americano.

## Biografia
Ator, bailarino, cantor e coreógrafo. Nasceu em Nova York e tornou-se um dos mais renomados sapateadores de todos os tempos, bem como uma premiada estrela do palco e da tela. Começou a se apresentar como um membro do grupo de dança "Hines, Hines & daddy", com seu pai e seu irmão. Apareceu pela primeira vez nos palcos da Broadway com oito anos de idade, atuando como engraxate na comédia musical, "The Girl in Pink Tights" em 1954. Recebeu sua primeira indicação ao "Tony Award" como melhor destaque em um musical em 1979, por seu papel na Broadway em "Eubie!". Também ganhou o "Theatre World Award" em 1979 pelo mesmo desempenho. Protagonizou três musicais: "Uptown Comin '" (1979-80), "Sophisticated Ladies" (1981-83) e "Jelly's Last Jam" (1992-93). Foi nomeado ao "Tony Award" na categoria de melhor ator em musical para os três papéis. Vebceu em 1992 o "Drama Desk Award" na mesma categoria por sua performance como Jelly Roll Morton em "Jelly's Last Jam". Seus créditos no cinema incluem papéis em: "História do Mundo: Parte 1", "White Nights", "Toque", "Renaissance Man", "Waiting to Exhale" e "The Preacher's Wife". Na televisão, incluem os filmes: "TV Eubie!" e "The Kid Cherokee". Participou também como ator-convidado nas séries: "Fairy Tale Theatre", "Amazing Stories" e "Law & Order". Protagonisou "The Gregory Hines Show" e fez aparições recorrente em "Little Bill", "Will & Grace" e "Lost at Home". Gravou um dueto com Luther Vandross na melodia, "There's Nothing Better Than Love" e também lançou um álbum auto-intitulado, em 1987.
Em 1985 protagonizou junto a Mikhail Baryshnikov, Isabella Rossellini,  o Filme o Sol da Meia Noite sendo muito apreciado pelos brasileiros.
Hines morreu de câncer de fígado numa tarde de sábado de 9 de agosto de 2003, quando a caminho de um hospital, de sua casa em Los Angeles, Califórnia. Tinha 57 anos e era noivo de Negrita Jayde. Deixou também, pai e irmão, sua filha Daria Hines, seu filho Zach, a enteada Jessica Koslow e um neto.